# Герб комуни Лулео
Герб комуни Лулео (швед. Luleå kommunvapen) — символ шведської адміністративно-територіальної одиниці місцевого самоврядування комуни Лулео. 

## Історія
Герб місту надано привілеєм короля Густава ІІ Адольфа 1621 року. На гербі були зображені два ключі. У затвердженому варіанті 1942 року герб мав забарвлення: срібне поле та сині ключі. 
Після адміністративно-територіальної реформи, проведеної в Швеції на початку 1970-х років, муніципальні герби стали використовуватися лишень комунами. Тому з 1974 року цей герб представляє комуну Лулео, а не місто.

## Опис (блазон)
У срібному полі покладені навхрест два сині ключі, вушками вліво, борідки повернуті вниз.

## Зміст
Ключі є символом Святого Петра. На честь Святого Петра була посвячена 1492 року церква в Ґаммельстаді (саме тут розташовувалося тогочасне Лулео, яке 1649 року перенесено на нову територію через тектонічні проблеми).

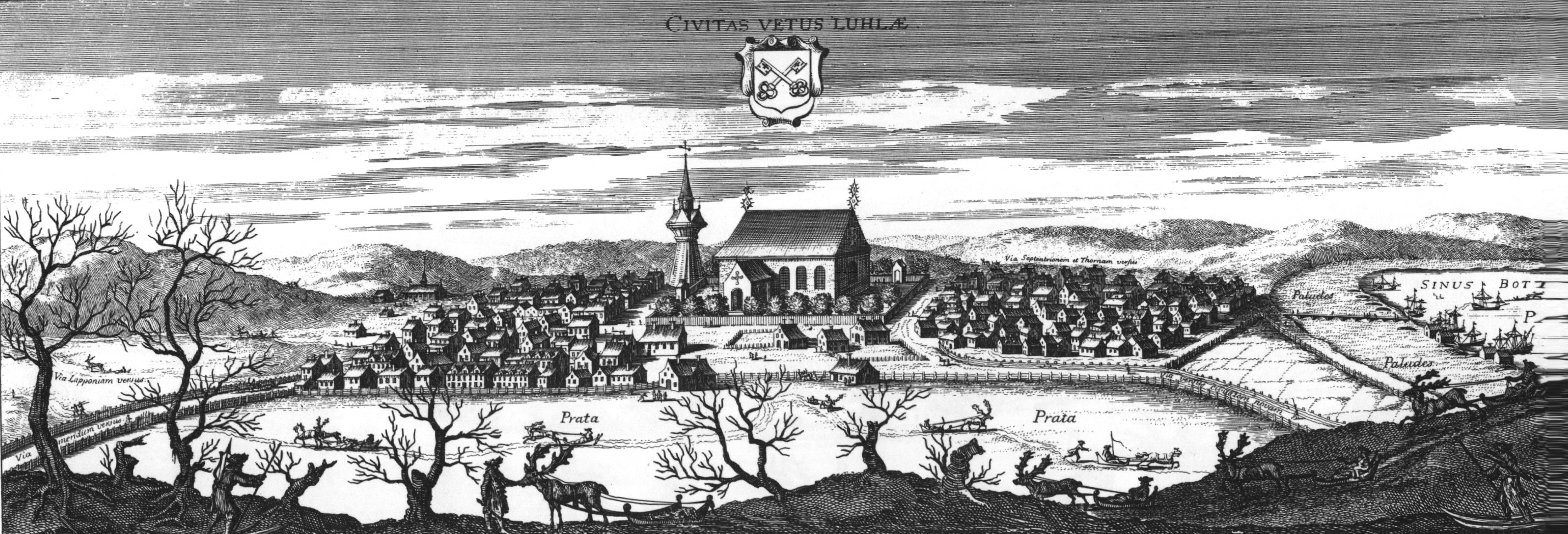
Герб на гравюрі Лулео (біля 1700 р.)